# 따다

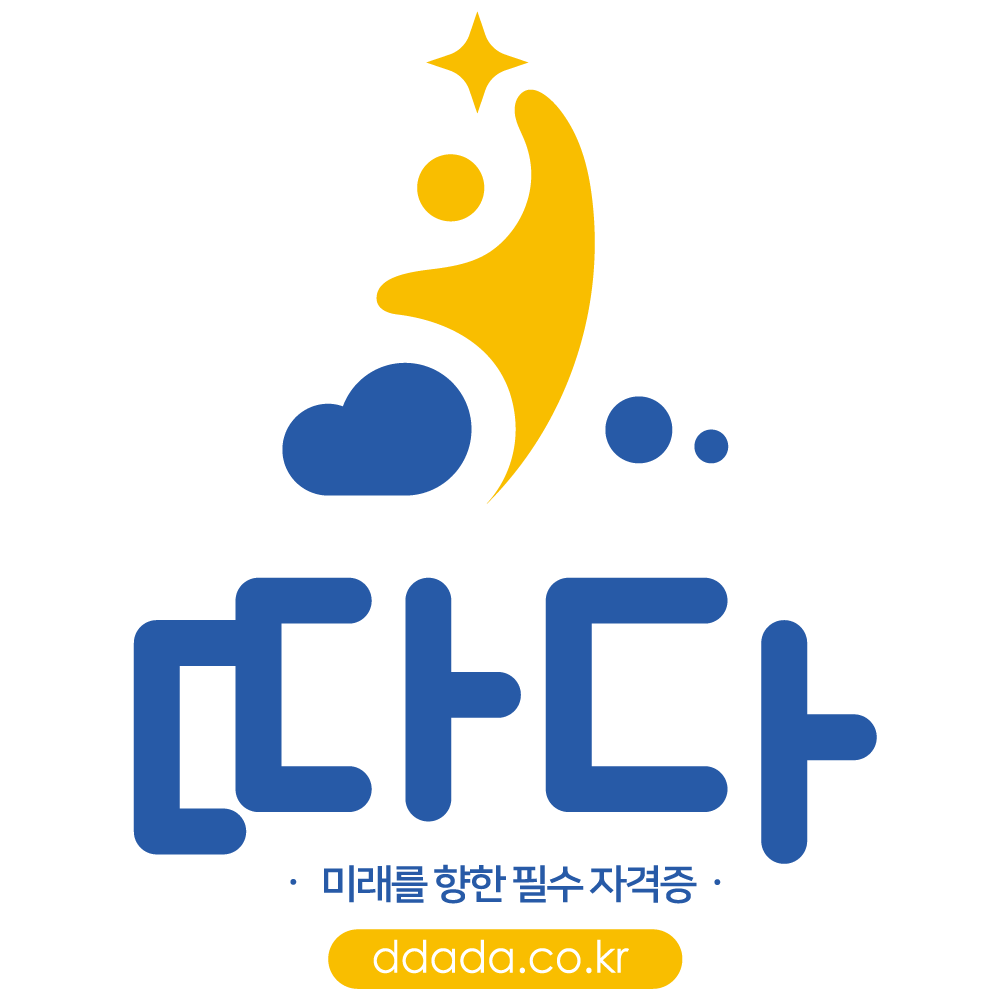
미래를 향한 필수 자격증 따다(ddada.co.kr)

따다는 주식회사 에듀인컴이 개발한 성인 학습자 맞춤형 학습경험플랫폼이다. LXP(Learning Experience Platform) 기반으로, 사용자의 학습활동을 분석해 개인화된 학습 콘텐츠를 제공하며, 실무 중심의 학습내용과 교수자-튜터-멘토 연계 서비스를 통해 성인 평생학습 생태계 구축을 목표로 한다.

## 명칭
플랫폼 명칭인 '따다'는 자격증을 따다, 승진이나 취업을 성공하다 처럼 학습자가 배움의 목표를 빠르게 성취한다는 뜻을 담고 있다. 즉, 학습자의 실질적인 성취와 결과 중심의 교육 경험을 의미하며, 지속적인 배움과 자기성장을 응원하는 브랜드 철학을 반영하고 있다. 또한 '자격증을 따다, 성공적으로 성취하다'는 의성어적 느낌이 있어 젊은 세대에게도 쉽고 친숙하게 다가갈 수 있는 명칭이라는 장점이 있다.

## 특징
1) 학습경험 기반 플랫폼
```
 단순 강의 수강이 아닌 사용자의 '학습경험'을 통한 개별학습을 중시한다.
```

2) 교수자/튜터 및 멘토링 시스템
```
 강의만 듣는 구조가 아니라 튜터의 피드백, 교수자와 상호작용을 통해 학습효과를 극대화 한다. 자격취득과정의 경우 구체적인 성과를 목표로 설계할 수 있다.
```

## 운영사 정보
- 회사명 : 주식회사 에듀인컴
- 대표자 : 김정숙
- 설립연도 : 2012년
- 주요사업 : 교육 콘텐츠, 플랫폼 개발, 위탁운영, 공공 교육 사업
- 기타 : 국제 NGO, 공공기관, 대학 등과 다수 협업업무

## 
```
당신의 성장을 돕는 학습플랫폼, 따다(DDADA)!
```

## 운영과정(따다 공식 웹사이트)
| 분류 | 분류          | 국가기술자격                                                                 |
| ---- | ------------- | ---------------------------------------------------------------------------- |
|      | 기사/산업기사 | - 산업안전(산업)기사 - 건설안전기사 - 전기기사 - 전기공사기사 - 소방설비기사 |
|      | 기술사/관리사 | - 소방기술사 - 소방시설관리사                                                |
|      | 기능장/기능사 | - 위험물기능사 - 전기기능사                                                  |
|      | 특별과정      | - CBT 기출과정 - 국민내일배움카드                                            |

관련사이트
- 공식 블로그
- 공식 유튜브 채널
- 관련 신문기사

- 2024. 12. 15 ~ 2025. 02. 16(종료) - 겨울 연말연시 5% 할인이벤트를 진행했다.
- 2025. 3. 26 ~ 2025. 4. 17(종료) - 2회 필기 시험을 앞두고 CBT 기출반 강의를 만원에 수강할 수 있는 특별 할인 이벤트를 진행했다.
- 2025. 6. 5 ~ 2025. 8. 31(진행중) - 3회 필기 시험을 앞두고 CBT 기출반 만원 이벤트가 재개되었다.
- 2025. 6. 1 ~ 2025. 8. 31(진행중) - 여름 특별 이벤트로 전과정 10% 할인 이벤트를 진행중이라고 한다.
- 국민내일배움카드로 국비지원 받고 과정을 이수하면 수험에 도움이 되도록 CBT 기출반을 무료로 제공 해준다고 한다.

- 재직자의 경우 국민내일배움카드로 저렴하게 수강할 수 있다.
- 각 지자체에서 운영하고 있는 평생교육이용권을 사용할 수 있다고 한다.
- 국가보훈대상자인 경우 교육지원을 받을 수 있다고 한다. 국가보훈부 취업정보시스템에 등록해야 하므로 국가보훈부로 문의.